# Коппер-Маунтен (Колорадо)
Коппер-Маунтен (англ. Copper Mountain) — переписна місцевість (CDP) в США, в окрузі Самміт штату Колорадо. Населення — 650 осіб (2020).

## Географія
Коппер-Маунтен розташований за координатами 39°28′37″ пн. ш. 106°12′4″ зх. д. / 39.47694° пн. ш. 106.20111° зх. д. (39.476901, -106.201112).  За даними Бюро перепису населення США в 2010 році переписна місцевість мала площу 83,01 км², уся площа — суходіл.

## Демографія
Згідно з переписом 2010 року, у переписній місцевості мешкало 385 осіб у 181 домогосподарстві у складі 69 родин. Густота населення становила 5 осіб/км².  Було 1740 помешкань (21/км²).
Расовий склад населення:
| - 89,9 % — білих - 3,4 % — чорних або афроамериканців - 1,6 % — азіатів - 1,3 % — корінних американців - 0,3 % — вихідців з тихоокеанських островів - 1,3 % — осіб інших рас |

До двох чи більше рас належало 2,3 %. Частка іспаномовних становила 6,5 % від усіх жителів.
За віковим діапазоном населення розподілялося таким чином: 9,9 % — особи молодші 18 років, 79,5 % — особи у віці 18—64 років, 10,6 % — особи у віці 65 років та старші. Медіана віку мешканця становила 40,1 року. На 100 осіб жіночої статі у переписній місцевості припадало 155,0 чоловіків;  на 100 жінок у віці від 18 років та старших — 162,9 чоловіків також старших 18 років.
За межею бідності перебувало 29,1 % осіб, у тому числі 0,0 % дітей у віці до 18 років та 100,0 % осіб у віці 65 років та старших.
Цивільне працевлаштоване населення становило 102 особи. Основні галузі зайнятості: мистецтво, розваги та відпочинок — 41,2 %, освіта, охорона здоров'я та соціальна допомога — 28,4 %, виробництво — 15,7 %, транспорт — 4,9 %.